# 멍쑤핑
멍쑤핑(중국어 간체자: 孟苏平, 정체자: 孟蘇平, 병음: Mèng Sūpíng, 한자음: 맹소평, 1989년 7월 17일~)은 중화인민공화국의 역도 선수이다. 2016년 하계 올림픽 여자 최중량급 금메달리스트이다.

## 국제 대회
- 2009년 세계 역도 선수권 대회 +75kg급 3위(296kg)
- 2010년 아시안 게임 +75kg급 2위(311kg)
- 2016년 하계 올림픽 +75kg급 1위(307kg)